# Puno megye
Puno megye Peru egyik megyéje, az ország délkeleti részén található. Székhelye Puno.

## Földrajz
Puno megye Peru délkeleti részén helyezkedik el. Területének 61%-át hegyvidék teszi ki, 32,1%-át vadon borítja, közel 7%-a a Titicaca-tó vízfelülete, és van összesen 14,5 km²-nyi sziget is a megyében. Nyugaton Bolíviával, délen Tacna és Moquegua, délnyugaton Arequipa, nyugaton Cusco, északon pedig Madre de Dios megyével határos.

### Tartományai
A megye 13 tartományra van osztva:
- Azángaro
- Carabaya
- Chucuito
- El Collao
- Huancané
- Lampa
- Melgar
- Moho
- Puno
- San Antonio de Putina
- San Román
- Sandia
- Yunguyo

## Népesség
A megye népessége a közelmúltban folyamatosan növekedett:
| Év   | Lakosság  |
| ---- | --------- |
| 1940 | 548 371   |
| 1961 | 686 260   |
| 1972 | 776 173   |
| 1981 | 890 258   |
| 1993 | 1 079 849 |
| 2007 | 1 268 441 |

## Képek

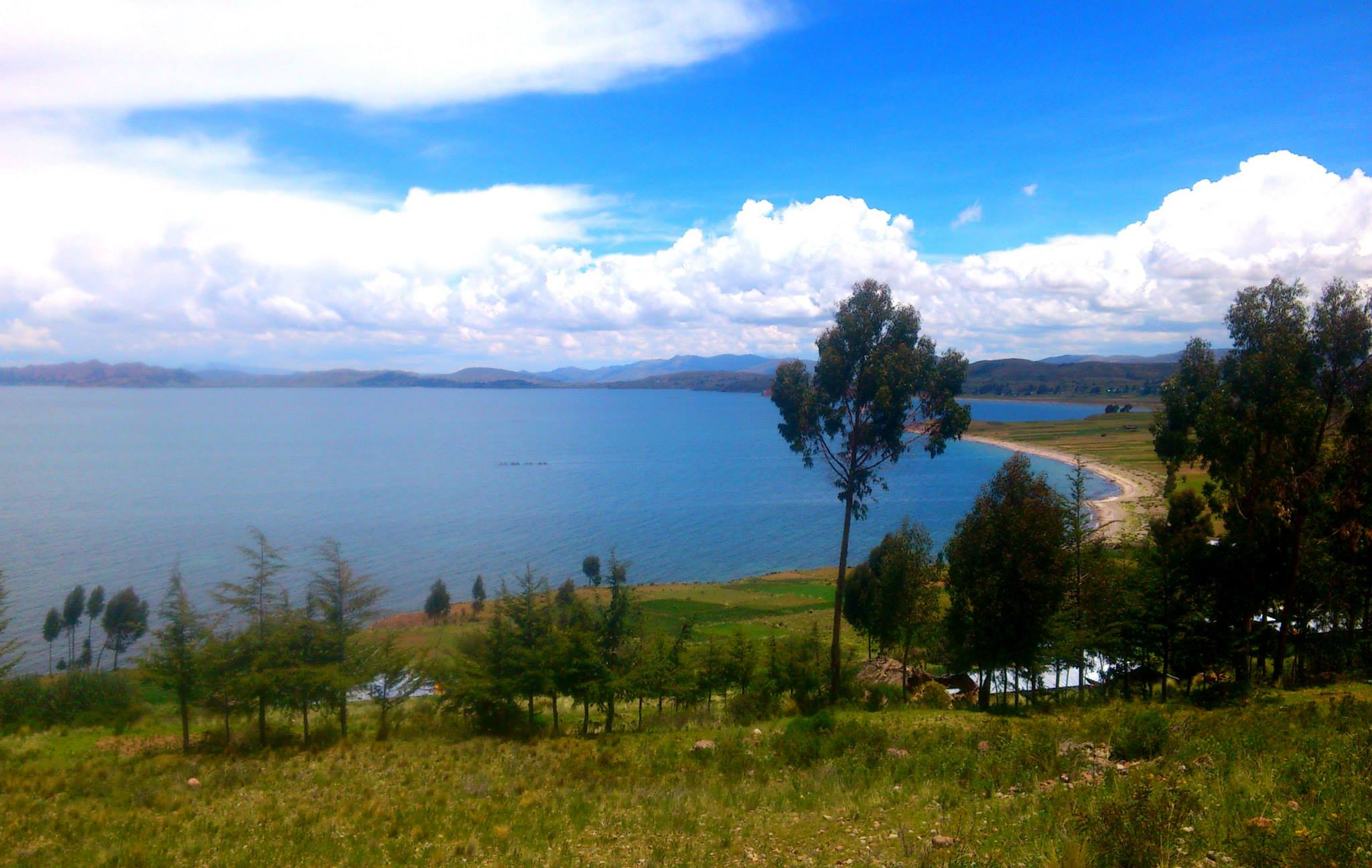
A Titicaca-tó partvidéke
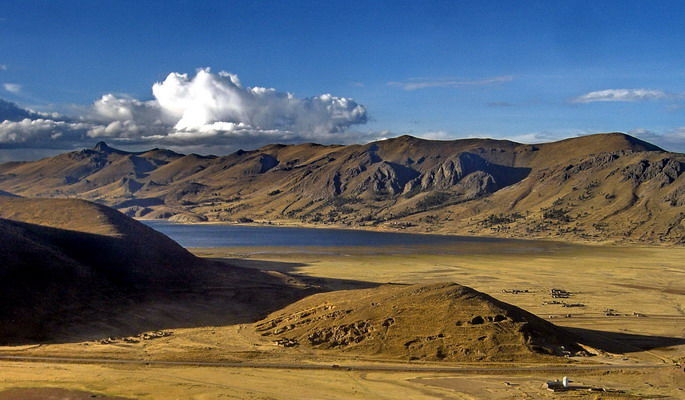
A Chacas-tó és környéke
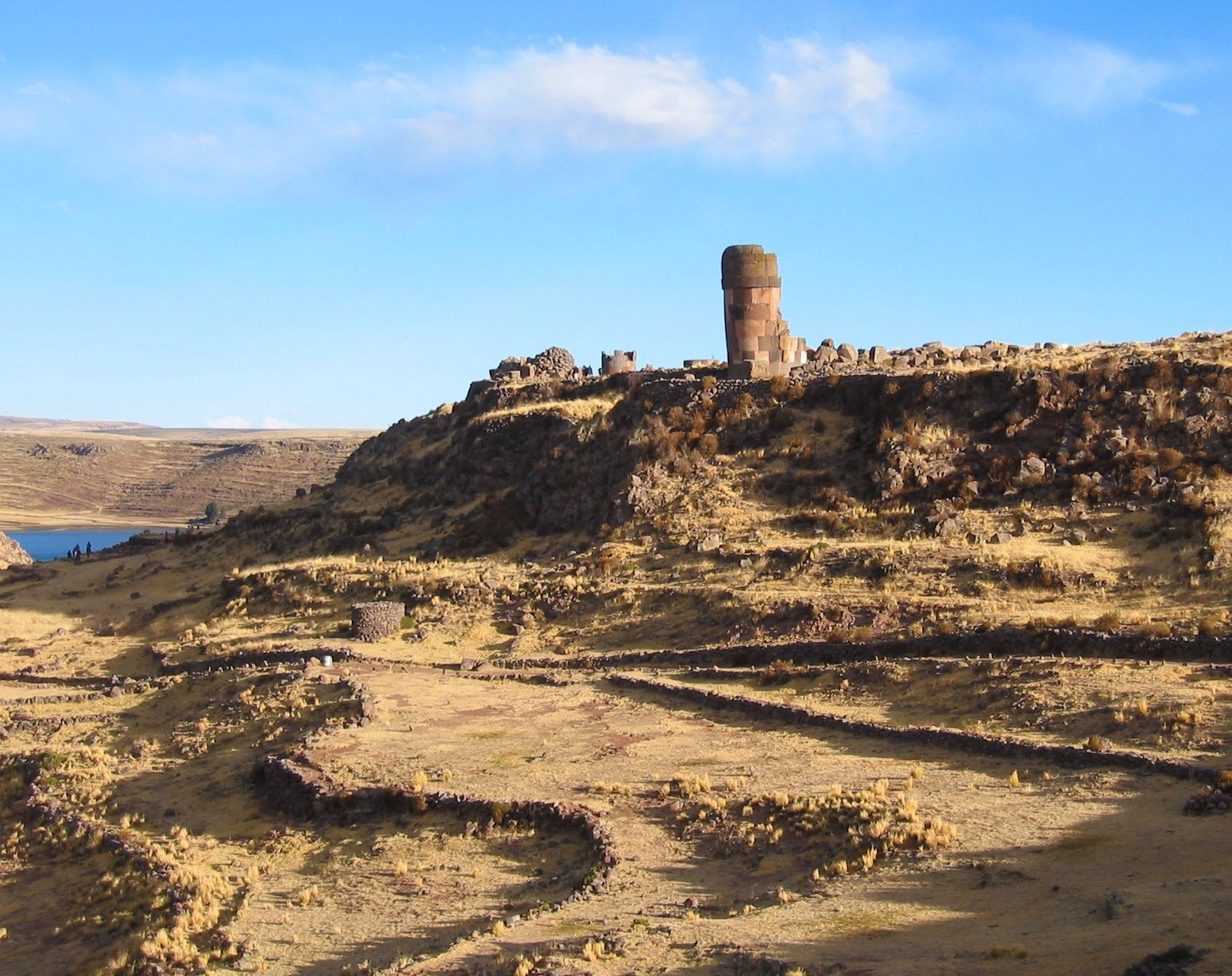
A Sillustani régészeti lelőhely
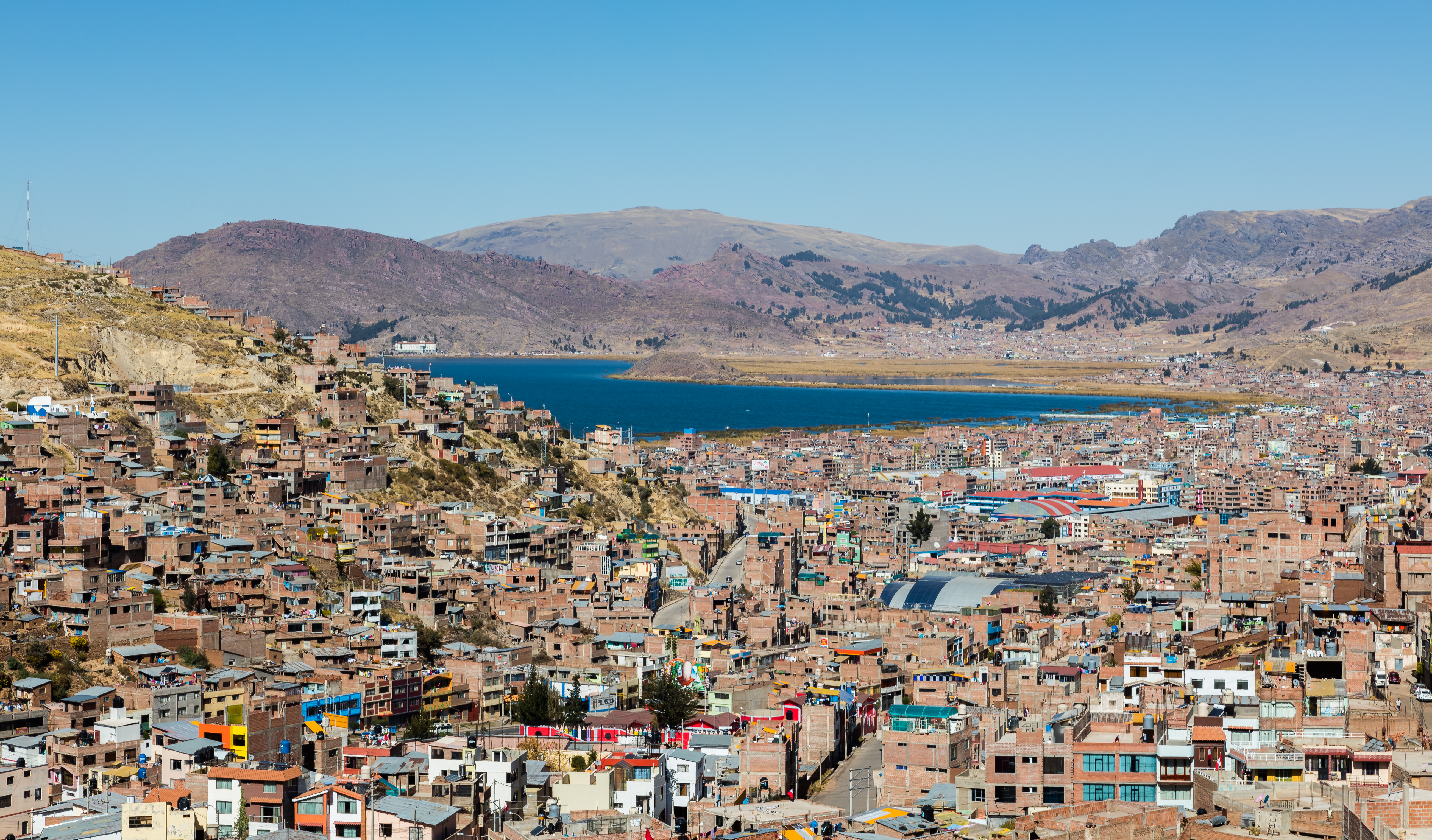
Puno városa